# Особняк Г. Ф. Флеера
Особняк Г. Ф. Флеера — памятник архитектуры в историческом центре Томска, проспект Ленина, 83. Построен в 1904—1906 годах по проекту архитектора Константина Лыгина, по заказу томского купца Густава Флеера. Здание является образцом стиля модерн.

## История
Особняк расположен в квартале, ограниченном с запада проспектом Ленина, с севера переулком Плеханова, с востока — улицей Гагарина, с юга — проспектом Фрунзе. На территории данного исторического района Томска было построено множество каменных зданий, так как успешные купцы предпочитали возводить здесь в конце XIX — начале XX века свои городские усадьбы, доходные дома и здания магазинов.
В конце XIX века дворянин Александр Шипицин продал часть своей усадьбы, свободной от застройки, выходящую на улицу Почтамтскую (сегодня — проспект Ленина) Манилии (Малке) Флеер — жене томского купца второй гильдии Густава Флеера, одного из крупных представителей еврейского купечества Томска, золотопромышленника, владельца гильзовой фабрики, работавшей в 1897—1900 годах.
В 1904—1906 годах на земельном участке был возведён дом по проекту архитектора Константина Лыгина. Первоначально в здании на первом этаже размещался аптекарский магазин, позже ресторан «Вена». Флеер заказал проект особняка в 1903 году. В 1904 году начались строительные работы, оконченные в 1906 году. В 1907 году была завершена отделка интерьеров.
Эксплуатация здания началась в 1907 году. Изначально первый этаж дома предполагался для сдачи внаём под два небольших магазина и небольшие жилые помещения с отдельными входами. Второй этаж занимала квартира купца с офисом и помещениями для прислуги и хозяйственных нужд.
После революции 1917 года здание перешло в собственность города. В нём последовательно размещались библиотека, комнаты матери и ребёнка, гособъединения по снабжению школ, дома санпросвета. С 1923 года помещения особняка на первом этаже были переданы городской аптеке № 2. С 1924 года второй этаж занимали амбулаторные помещения.
В 1930-х годах во втором этаже разместилось Томское бюро ЗАГС, в 1962 году переименованное в Дворец бракосочетаний. С 1964 года первый этаж заняла столовая. В том же году Томскому тресту столовых было разрешено возвести пристройку к особняку в виде одноэтажного каменного объёма со двора для расширения кондитерского цеха.
В настоящее время второй этаж здания также занимает Дворец бракосочетаний; первый этаж — предприятия общественного питания.

## Архитектура

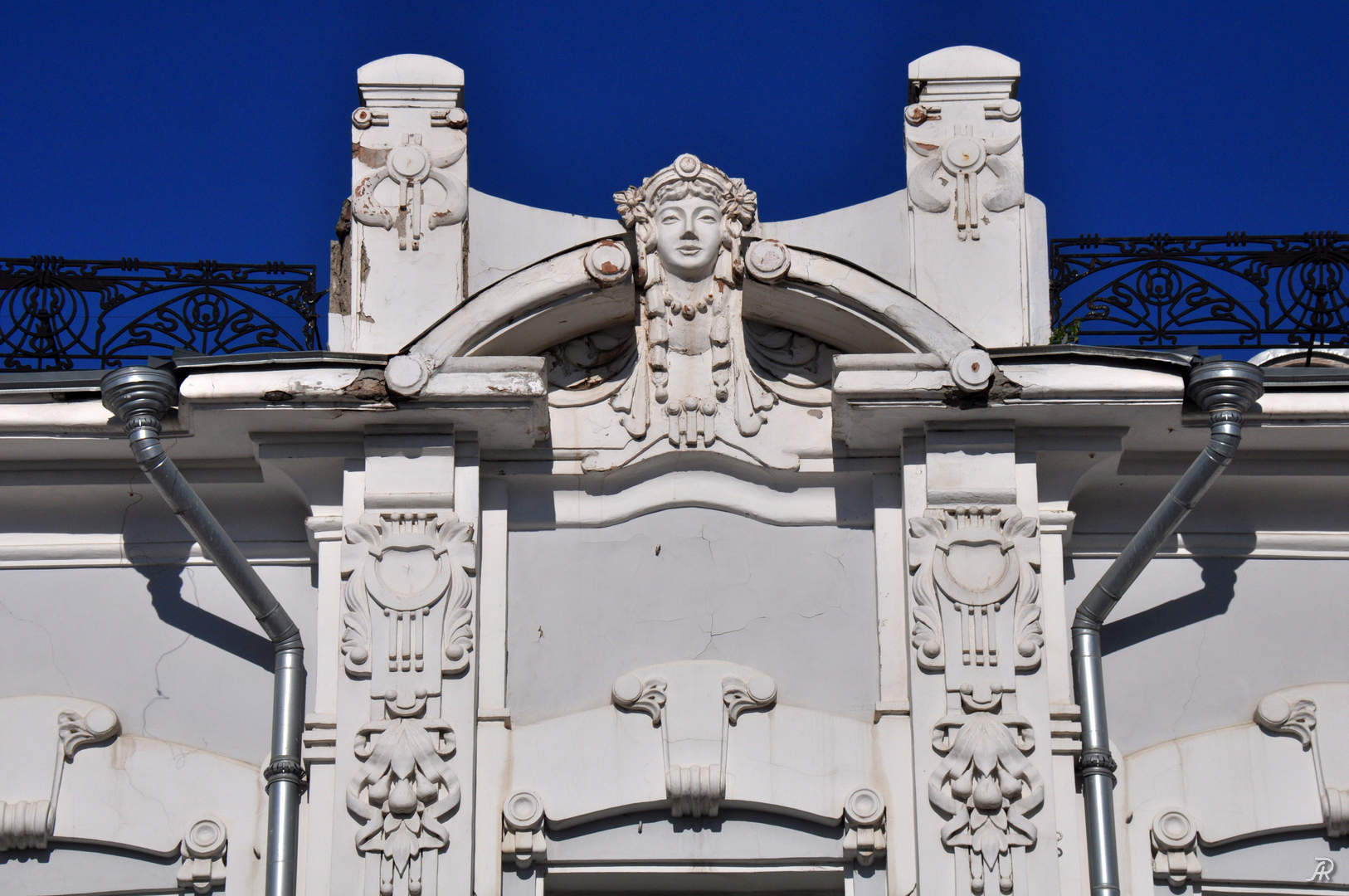
Часть фасада

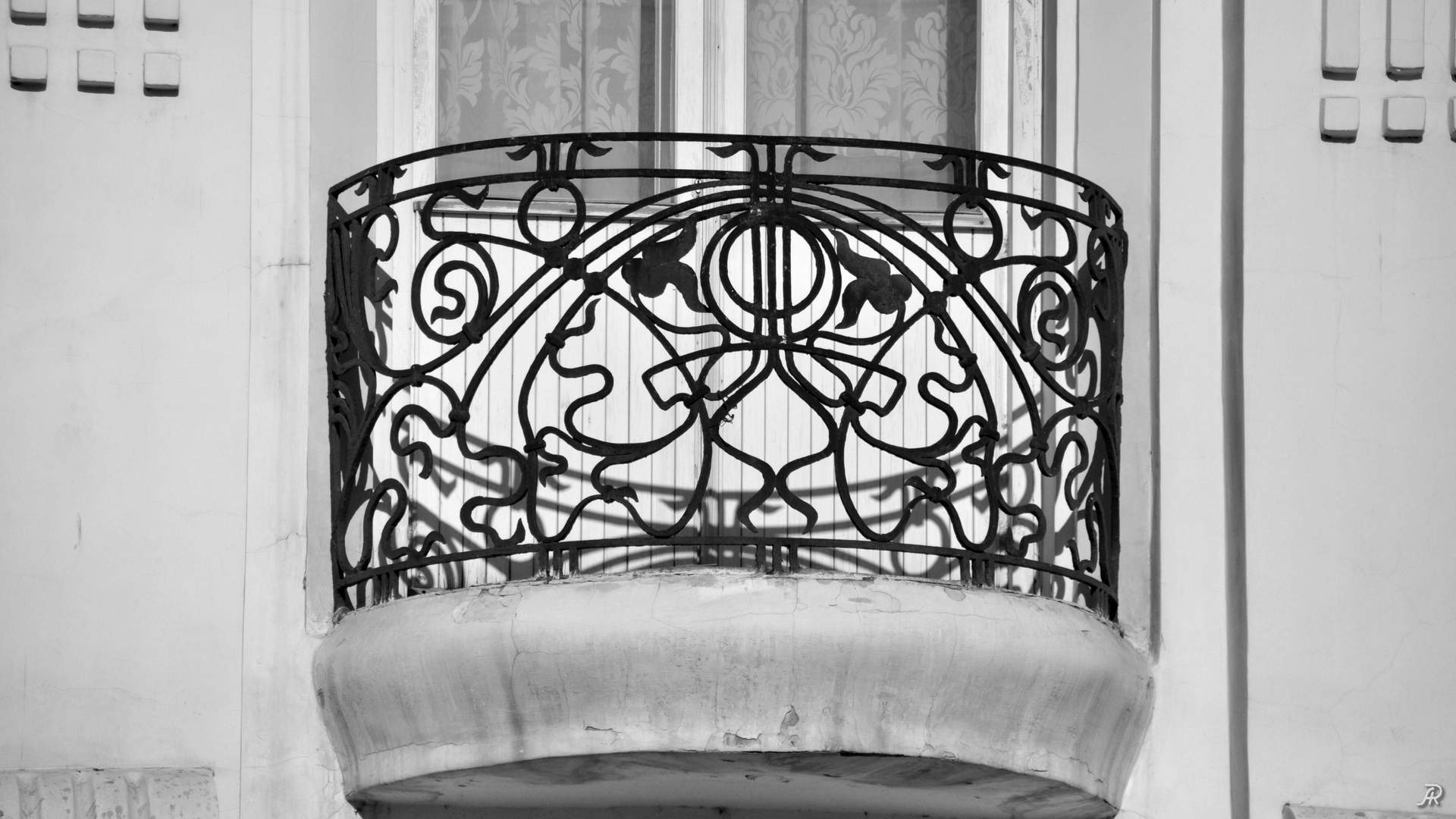
Балкон

Особняк является образцом зданий начала XX века со смешанным функциональным назначением. Двухэтажный дом с подвалом выстроен из кирпича. Форма плана Г-образная, усложнённая на уличном фасаде тремя ризалитами. Экспликация проекта особняка 1903 года указывала нахождение на первом этаже: проезда во двор, сеней с парадной лестницей, двух автономных помещений под магазины с отдельными входами, жилых помещений при магазинах, каретника. Во втором этаже: кабинета, залы, столовой, жилых комнат, ванной, туалета, кухни и комнат прислуги. Судя по архивным источникам, изначально в здании существовал мезонин.
Центральный и левый ризалиты в уровне второго этажа имеют балконы, правый — эркер. Этажи здания не связаны друг с другом внутри. В основные помещения первого этажа устроены входы с улицы через двери в центральном и северном ризалитах. Здесь вдоль улицы расположены торговые помещения, соединённые широким арочным проёмом. За ними расположены три меньших по площади помещения. Помещения в крыле здания имеют отдельный вход со двора. Парадная лестница в южной части ведёт на второй этаж, где вдоль уличного фасада помещения расположены анфиладой. Каждый из этих залов соединён с центральным Г-образным коридором, с другой стороны которого расположены помещения, примыкающие к дворовому фасаду.
Декоративная обработка здания выполнена в стиле модерн. Особое внимание уделено оформлению главного уличного фасада, стены которого оштукатурены и побелены. Окна первого этажа заключены в простые профилированные наличники, в виде простой рамки. Высокие прямоугольные окна второго этажа украшены лепниной: розетками в подоконной части, замковыми камнями сложной формы, розетками в надоконных досках. Углы левого и центрального ризалитов украшены пилястрами и завершены лучковыми фронтонами необычной обработки: во фронтон северного вписано арочное окно, по сторонам которого помещены вазоны; центральный украшен разорванным фронтоном. Южный ризалит завершён аттиком с ложным круглым окном и вазонами.
Фасад здания украшен лепниной в стиле модерн. Стилизованный растительный орнамент украшает углы окон первого этажа, свод проезда и верх стен южного ризалита. Узор из плодов, листьев и лент помещён в верхах пилястр центрального ризалита и на кронштейнах карниза. Сложный лепной орнамент покрывает фронтоны ризалитов и аттик. Балконы и парапет крыши имеют ажурную металлическую ограду сложного модернового рисунка.
Торцевой фасад покрыт облицовочным кирпичом и окрашен в белый цвет, его венчает аттик с большим круглым окном. По декоративному оформлению он более скромен, чем парадный. Дворовые фасады также практически лишены декора, за исключением карниза и междуэтажного пояса. Арка въезда во двор выполнена в виде цилиндрического свода, с потолочными прямолинейными тягами, переходящими на стены и заканчивающимися декоративными элементами в виде розеток. Сохранились исторические кованые металлические ворота.